# Odomez
 Odomez  es una comuna y población de Francia, en la región de Norte-Paso de Calais, departamento de Norte, en el distrito de Valenciennes y cantón de Condé-sur-l'Escaut.
Su población municipal en 2007 era de 971 habitantes. Forma parte de la aglomeración urbana de Valenciennes.
Está integrada en la Communauté d'agglomération de Valenciennes Métropole.

## Demografía
| abs. | 73 | 107 | 125 | 306 | 252 | 351 | 421 | 445 | 454 | 490 | 473 | 448 | 517 | 536 | 553 | 575 | 618 | 596 | 601 | 497 | 485 | 940 | 971 | 908 | 965 | 977 | 796 | 874 | 1 014 | 1 004 | 915 | 971 |
| Para los censos de 1962 a 1999 la población legal corresponde a la población sin duplicidades (Fuente: INSEE [Consultar]) |    |     |     |     |     |     |     |     |     |     |     |     |     |     |     |     |     |     |     |     |     |     |     |     |     |     |     |     |       |       |     |     |